# Dimargaris arida
Dimargaris arida är en svampart som beskrevs av R.K. Benj. 1965. Dimargaris arida ingår i släktet Dimargaris och familjen Dimargaritaceae.   Inga underarter finns listade i Catalogue of Life.